# Fading Colours
Fading Colours — польская дарквейв-группа, исполняющая готическую электронную музыку, представитель течения дарк-психоделик-транс.
Сформировалась в 1986 году в г. Болеславец около г. Еленя-Гура. Создали группу братья Лешек и Кшиштоф Раковские, которые позже стали организаторами Castle Party и Vampira Festival.

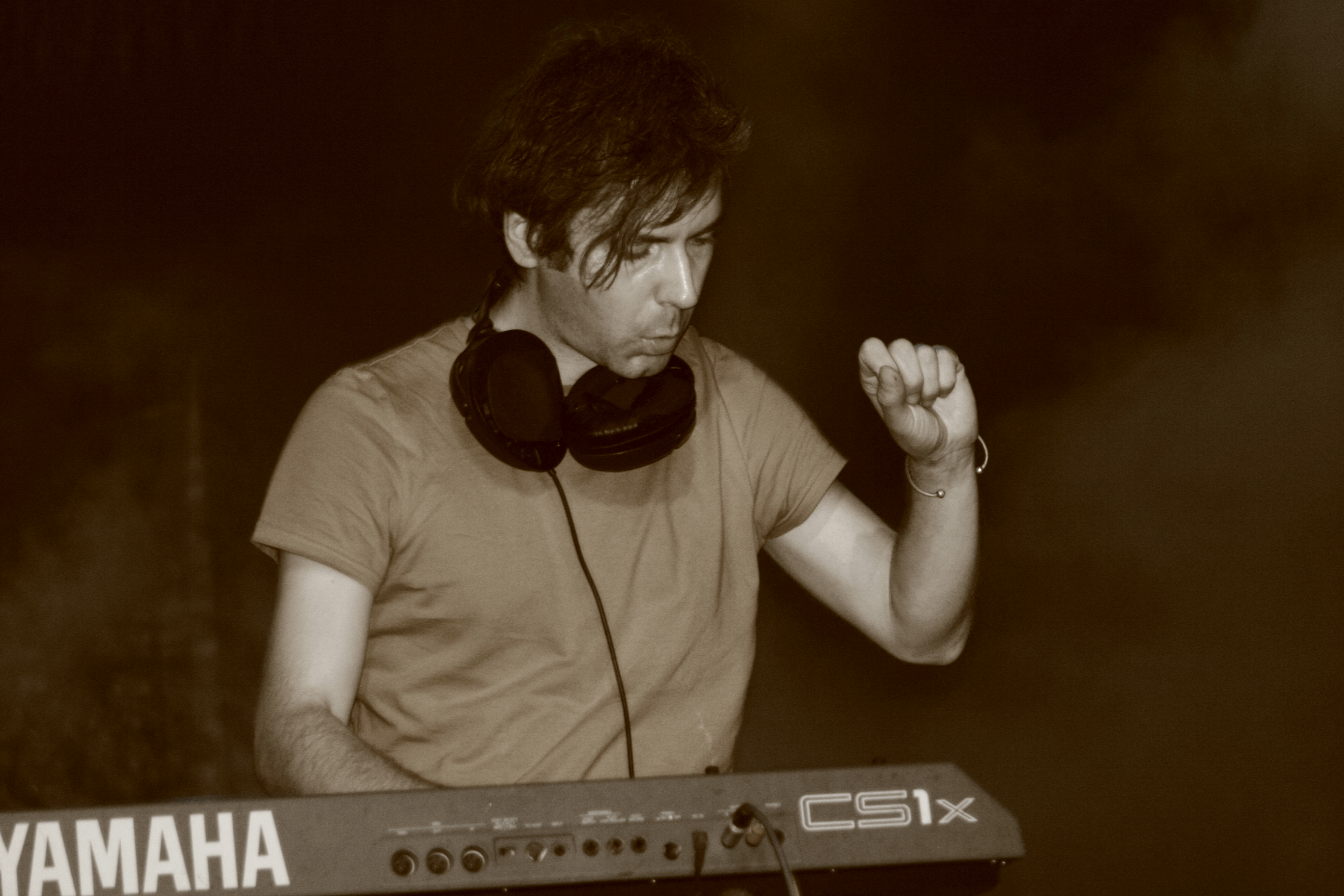
Лешек Раковский

Вначале коллектив носил название Bruno Wątpliwy, с 1991 — Bruno The Questionable, с 1994 — Fading Colours.
Состав группы: К. Раковский (K. Rakowski), Л. Раковский (L. Rakowski), П. Новак (P. Nowak), П. Иеронимов (P.Jerominow).
Группа выступает на самых престижных мероприятиях, связанных с независимой музыкой — от польского Castle Party, на котором с самого начала была постоянным гостем, концертов в Германии и Англии (в том числе на Carnival od Souls), до самых известных фестивалей — Wave-Gotik-Treffen и M'era Luna Festival.

## Дискография
- Lie (альбом, 1995, Dion Fortune Records, SPV)
- Black Horse (альбом, 1995, Dion Fortune Records, SPV, Metal Mind 2002)
- Time (мини-альбом, 1996, Dion Fortune Records, SPV, Metal Mind 2002)
- I’m Scared Of… (альбом, 1998, Dion Fortune Records, SPV, Koch Int. Polska)
- Strzeż się tych miejsc (сингл, 1998, Koch Int. Polska)
- The Beginning 89-93 (альбом, 2002, Metal Mind Productions, Big Blue Records)
- (I had to) Come (альбом, 2009, Big Blue Records, Vision Music)

В 1998 с группой выступала английская певица Анна Кларк,